# 禊-MISOGI-
『禊-MISOGI-』（ミソギ）は、AcQuA-E.P.の1枚目のシングル。

## 解説
- デビュー作ながらオリコン初登場3位を獲得。デイリーチャートでは1位を獲得している。
- 初回盤にはDVDが付いている。
- タイトルの禊とは、「水(アクア)の力を使い、罪や穢れを清めることの意」である。

## 収録曲
1. 禊-MISOGI-
  - 作詞：清春　作曲：真白リョウ
2. Error
  - 作詞：AcQuA-E.P.　作曲：AcQuA-E.P.，長阪浩成
3. LOVIN' YOU BABY(I WAS MADE FOR LOVIN' YOU)
メンバーが敬愛するKISSの曲のカバー
4. 禊-MISOGI-(Instrumental)

## 参加ミュージシャン
- ベース：Chirolyn
- キーボード：D.I.E
- ドラム：Ryu